# Hétérosite
L'hétérosite, est une espèce minérale composée de phosphate de fer contenant parfois des traces de magnésium de formule : Fe3+ PO4

## Historique de la description et appellations

### Inventeur et étymologie
L'hétérosite est décrite pour la première fois en 1825 par le géologue français François Alluaud et ses collègues, Nicolas Louis Vauquelin et Alexis Damour. Son nom vient du grec heteros qui signifie l'"autre", ce qui fait allusion à un second minéral manganésifère de formule chimique proche et de structure cristalline identique découvert avec l'hétérosite.

### Topotype
Saint-Sylvestre, Haute-Vienne, Limousin, France

### Synonymie
- ferripurpurite (Schaller 1907)[6]
- hétérozite (Alluaud 1826)[7]
- Na-heterosite (Quensel 1937)[8]
- néopurpurite (de Jesus 1933)[9]
- pseudotriplite (Blum, J.R. 1845)[10]
- purpurite (Graton et Schaller 1905) Ce terme peut se rencontrer comme synonyme de l'hétérosite mais il désigne avant tout une espèce à part entière la purpurite[11].

## Caractéristiques physico-chimiques

### Cristallochimie
- Elle forme une série avec la purpurite.
- L'hétérosite fait partie du groupe de la triphylite[12]

Groupe de la triphylite
Groupe de minéraux isostructuraux de formule générique AB(XO2)
Hétérosite
Lithiophilite
Natrophilite
Triphylite

### Cristallographie
- Paramètres de la maille conventionnelle : {\displaystyle a} = 5,824, Å, {\displaystyle b} = 9,823 Å, {\displaystyle c} = 4,786 Å ; Z = 4 ; V = 273,80 Å3
- Densité calculée = 3,66 g cm−3

## Gîtes et gisements

### Gîtologie et minéraux associés
Gîtologie
- Minéral primaire de pegmatites phosphatées

Minéraux associés
- ferrisicklerite, triphylite, et de nombreux phosphates ferro-magnésiens.

### Gisements producteurs de spécimens remarquables
- Australie, mine d'étain de Blue Jacket, Omeo, Shire Gippsland Est, Victoria
- États-Unis
  - Colorado
  - Alabama
  - Californie
  - Dakota du Sud
  - New Hampshire
  - Maine

- France
- Espagne
  - Castille et Leon
  - Catalogne

- Brésil
  - Minas Gerais
  - Paraíba